# Bílé hnutí

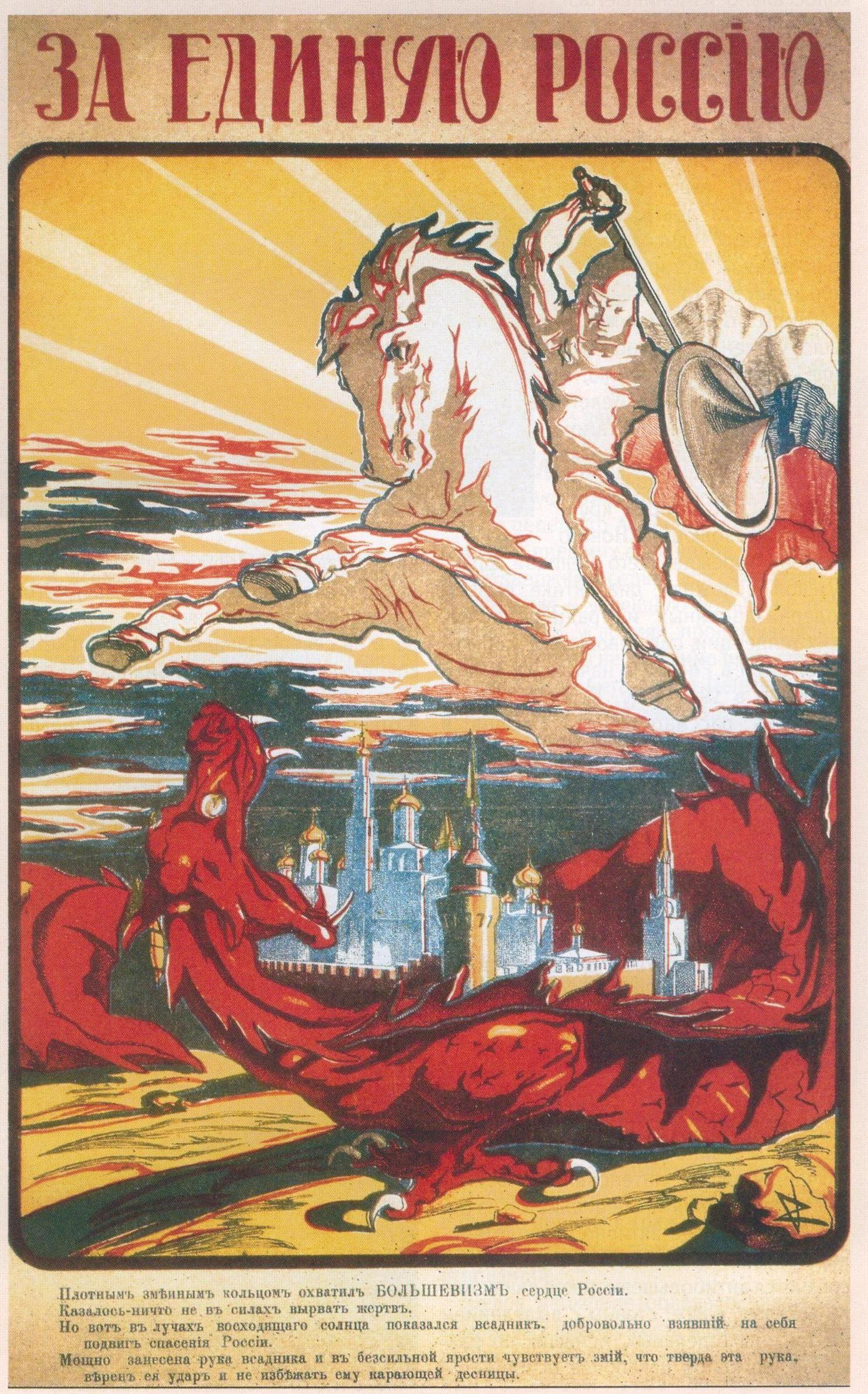
Propagandistický plakát bílého hnutí - Za jednotu Ruska

Bílé hnutí (rusky Белое движение; bílá věc, bílá idea) bylo vojensko-politické hnutí různorodých sil, které se zformovalo v průběhu ruské občanské války v letech 1917–1923 s cílem zastavení a svržení sovětské moci bolševiků. Zahrnovalo stoupenců umírněných socialistů, republikánů, monarchistů, pravoslavné církve i pravicových nacionalistů, kteří se pokoušeli jednat na základě principu Velkého, jednotného a nedělitelného Ruska. Bílé hnutí bylo během občanské války největším protibolševickým hnutím v Rusku a fungovalo společně s dalšími demokratickými a protibolševickými vládami, jak nacionalistickými separatisty v různých částech rozpadající se Ruské říše např. na Ukrajině, Severním Kavkazu či basmači ve Střední Asii.
Samotný termín bílé hnutí vznikl v Sovětském Rusku ve 20. letech 20. století a byl používán i později bývalými příslušníky hnutí v zahraniční emigraci (tzv. Bílá emigrace). Bílé hnutí se opíralo o vojenské síly, které byly označovány jako bílá armáda, resp. bílá garda či bělogvardějci. Název byl v kontrastu s označením bolševických sil, jejichž vojenské síly se označovaly jako Rudá armáda. Znakem bílého hnutí byla trojbarevná ruská bílo-modro-červená vlajka.

## Povaha hnutí
Bílé hnutí bylo charakterizováno několika znaky, které je odlišovaly od ostatních protibolševických hnutí. Především bylo organizovaným vojensko-politickým hnutím, jehož cílem bylo zničení bolševické vlády a jejích politických struktur, přičemž stálo na principu tzv. „neprimirimosti“, tedy vylučovalo jakékoliv kompromisní politické řešení. Celkem bylo bílé hnutí výrazně nacionalisticky orientované a odmítalo etnické dělení a separatismus jednotlivých národů. Předpokládalo vytvoření mnohonárodního jednotného ruského státu resp. obnovení Ruského impéria. Navzdory značným rozdílům v ideologických cílech bílého hnutí, jakož i jeho výrazně autokratické povaze, směřovalo k obnovení demokratického parlamentního politického systému, soukromého vlastnictví a tržní ekonomiky, které v zemi existovaly před první světovou válkou. Podobně jako carský režim, i bílé hnutí bylo výrazně antisemitsky naladěno. Někteří z vůdců tohoto hnutí byli konzervativci se sklony k autokracii a potírání jakýchkoliv demokratických politických aktivit. Celkově však hnutí kromě protibolševických a patriotických sklonů nemělo žádnou jednotící ideologii ani ústřední osobnost, protože proti bolševikům nejednalo organizovaně, ale vznikalo živelně v různých částech země, které spolu nemohly efektivně komunikovat. Pouze nakrátko se na přelomu let 1918 a 1919 do vedení hnutí dostal admirál Alexandr Vasiljevič Kolčak jako tzv. nejvyšší Všeruský vládce.

## Ozbrojený boj
Existenci bílého hnutí lze dokumentovat od 7. ledna 1918, kdy vznikla v jižním Rusku tzv. Dobrovolnická armáda pod vedením generálů Alexejeva, Kornilova a nakonec Děnikina. Šlo o různorodé síly. Generálové Alexejev a Děnikin pocházeli z původně rolnického prostředí. Generál Kornilov byl kozák. Základ této armády tvořily síly bývalé carské armády. Podpora bílého hnutí se významně zvýšila s narůstající brutalitou bolševické moci, ale i s odporem obyvatel venkova, především nejpočetnějších rolníků. Dobrovolnou armádu začalo ve velké míře na Donu a Kubáni podporovat kozácké obyvatelstvo. Na Sibiři se rozhořely v létě 1918 boje v důsledku povstání Československých legií.
Většina bílých sil (na severu, severozápadě i jihu) se podřídila v listopadu 1918 velení admirála Kolčaka. Kolčak na Sibiři a Děnikin na jihu Ruska vytvořili na území, které kontrolovali, v podstatě vojenské diktatury. Směřovali však v různé míře k obnovení předrevolučního parlamentarismu. Získali pomoc ze zahraničí a pokusili se zaútočit na bolševické síly v evropské části Ruska. Útok Děnikinových vojsk na Moskvu z jihu v roce 1919 selhal. Bílí byli na tomto úseku nuceni ustoupit a nakonec zcela odejít z Donu a Kubáně na Krym, kde se spojili s vojskem generála Wrangela[zdroj?]. Ten byl nakonec bolševiky poražen v průběhu roku 1920.
Kolčak, útočící na bolševiky s pomocí Československých legii z východu, nejprve dosáhl na Sibiři významných úspěchů. Nakonec však byly jeho síly na začátku roku 1919 zastaveny u Samary a Kazaně a postupně zatlačeny a zničeny. Poslední bílá vojska kladla odpor na Dálném východě až do roku 1922.

## Exil
Množství poražených protibolševických bojovníků a jejich sympatizantů opustilo Rusko a společně se svými rodinami odešli do exilu. Největší komunity těchto exulantů žily v Bělehradě, Berlíně, Paříži, Charbinu, Istanbulu a Šanghaji. Jejich aktivity byly částečně obnoveny na popud nacistů a Japonců během druhé světové války. Tyto tendence však nesdíleli zdaleka všichni přívrženci bílého hnutí.